# 张维 (围棋棋手)
张维（1989年12月18日—），黑龙江大庆人，中国围棋职业六段棋手。他2000年入段，2009年7月升为六段。他获2011年第2届全国智力运动会围棋大学生个人赛冠军。2011年进入上海外国语大学日语专业学习。

## 国内比赛成绩
2003年代表浙江队，2005年至2009年代表湖北队参加围甲联赛。

## 国际比赛成绩
2006年第11届三星杯预选赛连胜川田晃平、李康旭、崔原踊、刘世振进入本赛，首轮负于徐奉洙。2007年第12届三星杯预选赛连胜刘栽豪、梁建、金东勉、李康旭、苏耀国进入本赛，首轮负于李世乭。2009年在首届BC卡杯预选赛连胜高周延、尹盛铉、徐武祥进入本赛64强，本赛首轮负于陈诗渊。2013年首届梦百合杯预选赛连胜杨冬、舒一笑、韩钟振进入本赛64强，本赛首轮负于郭闻潮。2016年第3届百灵杯预选赛连胜林士勋、潘非、张强进入本赛64强，本赛首轮负于廖元赫。